# Manuel Pureza
Manuel Calado Lopes Pureza (Coimbra, Portugal, 2 de março de 1984) é um produtor cinematográfico, diretor e roteirista português. Venceu o prêmio do Festival Internacional de Cinema de Terror de Lisboa (MOTELx), em 2012. Destacou-se por ser o realizador de Pôr do Sol, transmitida pela RTP1 e Netflix, e por também ter realizado o filme Linhas de Sangue.

## Carreira
Nascido em Coimbra, ainda criança foi para Odivelas. Estudou no Conservatório de Cinema durante quatro anos; ainda estudante, passou a trabalhar como assistente na realização de filmes. Com José Fonseca e Costa, Manuel Pureza seria seu assistente por cerca de oito anos ampliando seus conhecimentos; Jośé havia acumulado grande experiência por já ter sido assistente de realização dos cineastas italianos Michelangelo Antonioni e de Federico Fellini.
Começou a realizar seus filmes na Uzi Filmes, produtora cinematográfica que ele fundou, trabalhando com Vasco Viana, João Salaviza, António Gonçalves e Carlos Conceição.
Em de 2012, venceu a 6ª edição do Festival Internacional de Cinema de Terror de Lisboa (MOTELx) daquele ano, com o filme de terror “A Bruxa de Arroios”, estrelado por Rita Blanco; tal edição do festival ocorreu no histórico Cinema São Jorge, de Lisboa. O O filme foi feito sem financiamento estatal. Sendo o ganhador, foi imediatamente selecionado para concorrer o prêmio Méliès d`Or, atribuído pela Federação Europeia de Festivais de Cinema Fantástico.
Fez o filme Linhas de Sangue, em 2018, que recebeu algumas críticas de conservadores por sua abordagem pouco usual sobre Portugal. No filme, o território português tem sua paz ameaçada, surgindo heróis para combater o problema.
No ano 2019, Manuel Pureza encenou para o teatro a peça “Inimigos da Liberdade – Peça para três escravos”, com texto critico sobre as relações de trabalho e as suas semelhanças com aspectos da escravatura.
Em 2019, Pureza, na televisão, dirigiu o programa Desliga a Televisão.
Desde 2021, para exibição na RTP1 e Netflix, Manuel Pureza dirige Pôr do Sol, série de televisão e streaming. Com abordagem sátirica, tal programa se revelou um sucesso de audiência entre os telespectadores de Portugal. Pôr do Sol é uma novela que satiriza as outras novelas, recorrendo ao humor. Com este programa, Pureza ganharia o GQ Moty '22.
A partir do sucesso televisivo de Pôr do Sol, Manuel Pureza levou a ideia para o cinema e concebeu o filme Pôr do Sol: O Mistério do Colar de São Cajó, em 2023.

## Vida pessoal
Dia 19 de julho de 2011 casou-se com a atriz Inês Rosado, com quem tem um filho, separam-se em 2014. Manuel Pureza é filho do político José Manuel Pureza, o deputado do Bloco de Esquerda da Assembleia da República.
É sócio da Associação Académica de Coimbra, a mais antiga associação de estudantes de Portugal, e que possui um clube de futebol profissional, o Académica.

## Filmografia[5]
| Ano  | Título                                      | Nota  |
| ---- | ------------------------------------------- | ----- |
| 2012 | A Bruxa de Arroios                          | Filme |
| 2018 | Linhas de Sangue                            | Filme |
| 2019 | Desliga a Televisão                         | TV    |
| 2019 | Teorias da Conspiração                      | TV    |
| 2021 | Pôr do Sol                                  | TV    |
| 2021 | Até Que a Vida Nos Separe                   | Filme |
| 2023 | Pôr do Sol: O Mistério do Colar de São Cajó | Filme |